# 第一代里奇蒙公爵查爾斯·倫諾克斯
第一代里奇蒙公爵查爾斯·倫諾克斯（Charles Lennox, 1st Duke of Richmond，1672年7月29日—1723年5月27日）是英王查理二世与其情妇樸次茅斯女公爵路易絲·德·克魯阿爾的私生子。1675年被授于里奇蒙和伦诺克斯公爵。

## 家庭
1692年，查爾斯與安妮·布魯德內爾結婚，兩人共有1子2女：
1. 路易莎（英语：Louisa Berkeley, Countess of Berkeley）（1694年—1716年）
2. 查爾斯（1701年—1750年）
3. 安妮（英语：Anne van Keppel, Countess of Albemarle）（1703年—1789年），阿博馬爾伯爵夫人

| 英格蘭貴族爵位 | 英格蘭貴族爵位         | 英格蘭貴族爵位                         |
| -------------- | ---------------------- | -------------------------------------- |
| 前任： 新爵位  | 里奇蒙公爵 1675~1723   | 繼任： 第二代里奇蒙公爵查爾斯·倫諾克斯 |
| 蘇格蘭貴族爵位 |                        |                                        |
| 前任： 新爵位  | 伦诺克斯公爵 1675~1723 | 繼任： 第二代里奇蒙公爵查爾斯·倫諾克斯 |